# فرانك فورد (مخرج)
فرانك فورد (بالإنجليزية: Frank Ford)‏ هو مخرج أسترالي، ولد في 18 مارس 1935، وتوفي في 27 سبتمبر 2018.